# Mount Saint Elias
Mount Saint Elias is de op een na hoogste berg van zowel de Verenigde Staten als Canada.
De berg is 5489 meter hoog en ligt in het Sint-Eliasgebergte, ongeveer 40 kilometer ten zuidwesten van Mount Logan, de hoogste berg van Canada. Aan de Amerikaanse kant is de berg een onderdeel van nationaal park Wrangell-St. Elias, terwijl het Canadese gedeelte in het Nationaal park Kluane ligt. 